# 博特维尔
博特维尔（法語：Beauteville，法語發音：[botvil]）是法国上加龙省的一个市镇，属于图卢兹区。

## 地理
博特维尔（43°20'51"N, 1°44'17"E）面积4.49 平方千米，位于法国奧克西塔尼大區上加龙省，该省份为法国西南部内陆省份，西南端与西班牙接壤，自此顺时针与上比利牛斯省、热尔省、塔恩-加龙省、塔恩省、奥德省和阿列日省接壤。
与博特维尔接壤的市镇（或旧市镇、城区）包括：圣米歇尔德拉内斯、阿维尼奥内洛拉盖、拉加尔德、蒙克拉尔洛拉盖。

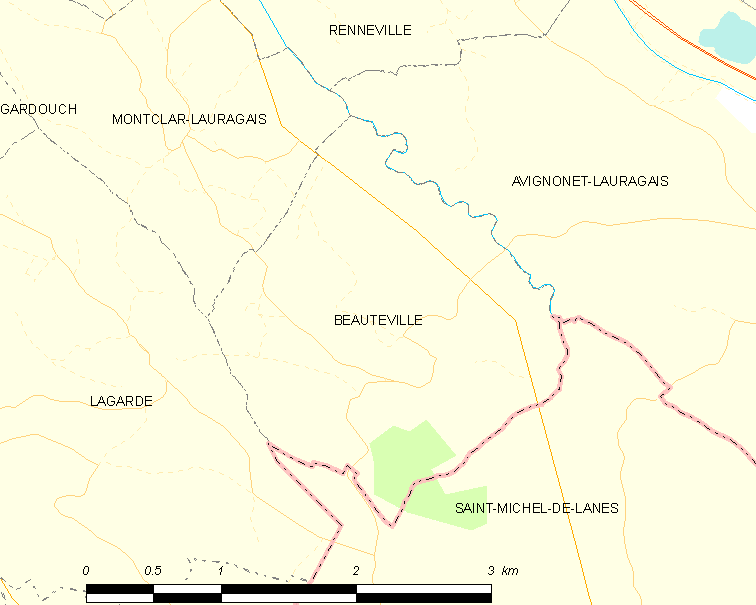
博特维尔的OSM定位图

博特维尔的时区为UTC+01:00、UTC+02:00（夏令时）。

## 行政
博特维尔的邮政编码为31290，INSEE市镇编码为31054。

## 政治
博特维尔所属的省级选区为勒韦勒县。

## 人口

1962-2008年间博特维尔人口变化图示

博特维尔于2022年1月1日时的人口数量为199人。